# Чупакабра
Чупака́бра (исп. chupacabrasо файле от chupar «сосать» + cabra «коза»: дословно «сосущий коз, козий вампир») — неизвестное науке существо, персонаж городской легенды. Согласно легенде, чупакабра убивает животных (преимущественно коз) и высасывает у них кровь. Чупакабра часто становится героем художественных фильмов, сериалов, книг и мультфильмов.
Достоверных сведений о существовании чупакабры нет. Тем не менее СМИ периодически распространяют поступающие из различных регионов свидетельства очевидцев, якобы видевших чупакабру. Зачастую за неё принимают животных (собак, койотов, лисиц, шакалов), видоизменённых в результате болезней или мутаций.

## История
Городская легенда о чупакабре берёт своё начало в 1950-х годах, когда в Пуэрто-Рико обнаружили нескольких мёртвых коз, у которых была высосана кровь. В середине 1990-х годов легенда приобрела широкое распространение, в основном благодаря телевидению и интернету. В 1995 году, по всей видимости, под впечатлением от фильма «Особь», появились описания чупакабры как двуногого существа высотой около метра, покрытого светлыми волосами и с торчащими из боков шипами. В начале 2000-х годов чупакабру уже описывали преимущественно как четвероногое существо, похожее на собаку или койота с клыками и свиной мордой.

## Сообщения об обнаружении
Если первые сообщения о чупакабре были из Пуэрто-Рико, то уже в середине 1990-х годов, по мере распространения и роста популярности легенды, появились сообщения об обнаружении чупакабры в Доминиканской Республике, Аргентине, Боливии, Чили, Колумбии, Бразилии, Гондурасе, Мексике и других странах Латинской Америки, а также в США.
В 2005 году фермер Реджи Лагов поймал в капкан безволосое, напоминающее собаку, существо, которое нападало на его скот. В результате исследований ДНК выяснилось, что существо было очень старым лысым койотом.
Достоверных научных сведений, подтверждающих существование чупакабры, нет. В научных учреждениях некоторых стран ведутся исследования на основе раздобытых следов, оставленных предположительно этим существом.